# Веверице (породица)
Веверице (лат. Sciuridae) су крупна породица глодара. У ову породицу убрајају се праве веверице, текунице, кобаји, мрмоти, и праве летеће веверице. Породица није присутна на континентима Аустралија и Антарктик.

## Класификационе схеме
Породица веверица се традиционално дели у 5 потпородица, које обухватају 51 род са 278 врста. По новијим (молекуларно филогенетским) класификацијама у ову породицу убрајају се и представници породице .
Породица веверице (Sciuridae):
| - потпородица - род - потпородица - род - потпородица - трибус - род - род - род - род - род - трибус - род - род - род - род - род - род - род - род - род - род - род - род - род - род - род - потпородица - трибус - род - род - род - род - род - род - род - род - род - род - род - род - род - трибус - род | - потпородица - трибус - род - род - род - трибус - род - род - род - род - род - род - трибус - род - род - род (мрмот) - род - род (текунице, кобаји) - род - род - род - род - род - род - род - род - род - род |

## Галерија слика
- Источна сива веверица (Sciurus carolinensis)
- Лобања оријенталне џиновске веверице. Примећује се типична сциуроморфан облик предњег дела зигоматичног лука